# Peña Hincada

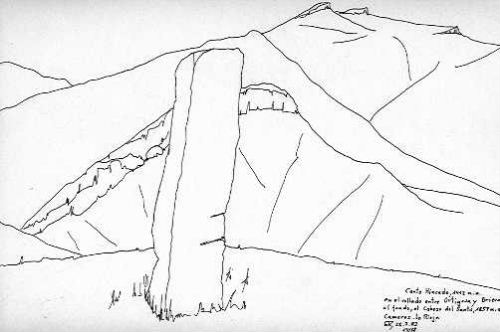

La Peña Hincada, Piedra Hincada o Canto Hincado es un puerto del Camero Nuevo, La Rioja, en el collado que une los montes Mojón Alto y San Cristóbal, separando los valles de Brieva de Cameros y Ortigosa de Cameros. Su altitud es de 1422 m s. n. m.. Por el collado transcurre la carretera que une las dos localidades citadas. 
Se encuentra marcado por un menhir citado en la escritura que en 1016 fijó las fronteras comunes entre el reino de Pamplona y el de Castilla. 